# Місцевості Олександрії

Місцевості Олександрії

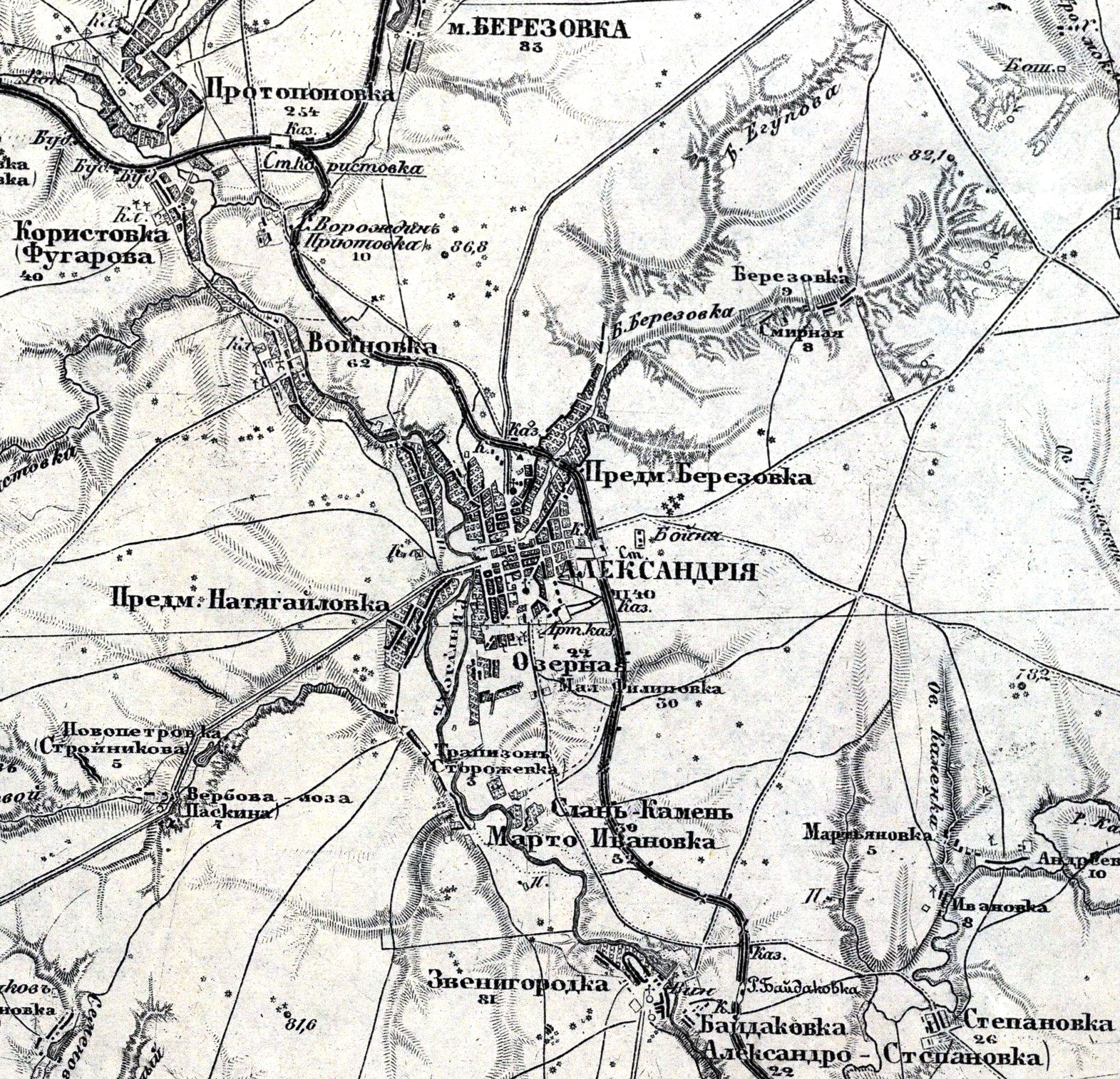
Олександрія і довколишні населені пункти на мапі початку ХХ сторіччя

Місто Олександрія є центром Олександрійської громади. Саме місто не поділяється на адміністративні райони, проте має низку історично сформованих місцевостей чи мікрорайонів:
- Восьма Школа (район Восьмої школи)
  - Пролісок (район «Проліска»)
- Заводський мікрорайон
- Південний мікрорайон (нині назва використовується рідко, поділяється на Тинду і Бам)
  - Бам (чи БАМ, інколи вживається назва «Південно-Східний»)
  - Тинда (інколи вживається назва «Південно-Західний»)
- Перемога (селище Перемога, мікрорайон Перемозький)
  - Забалка
  - Вербова Лоза
- Байдаківський мікрорайон (Байдаківка; до 2016 р. — «Жовтневий мікрорайон»)
  - Прохладна
- Чотирнадцятий мікрорайон
- П'ятнадцятий мікрорайон
- Покровський мікрорайон (Покровка)
- Новопилипівка
  - Бадина
- ЗБ (ЗеБе; поділяється на Нижнє і Верхнє)
- Селище Аварійне

Традиційно район центральної Соборної площі є місцевим Центром.